# Herba dels cantors
Herba dels cantors, herba de Sant Albert, erisimó, llúcia, te de canonge o Sisimbri oficinal (Sisymbrium officinale) és una espècie de planta de la família de les brassicàcies.

## Distribució i hàbitat
És una planta originària d'Europa i Àfrica del Nord estesa actualment per tot el món.
És una espècie ruderal, molt comuna en terrenys pertorbats.

## Descripció
És una planta anual i teròfita. Les fulles són pinnatisectes de forma. Floreix de març a l'agost. Les flor són grogues i el fruit en siliqua.

## Usos medicinals
Aquesta planta s'utilitzava a la medicina tradicional casolana per la gola, d'això prové el seu nom vulgar d'"herba dels cantors".

## Espècies similars
- Sisymbrium irio - Matallums, apagallums o bufallums, herba emprada a la medicina tradicional com a antiescorbútica.